# Polyacme dentata
Polyacme dentata är en fjärilsart som beskrevs av W. Warren 1896. Polyacme dentata ingår i släktet Polyacme och familjen mätare. Inga underarter finns listade i Catalogue of Life.